# Farmacia della Santissima Annunziata
La Farmacia della Santissima Annunziata è un esercizio storico di Firenze, situato in via de' Servi 80 rosso.

## Storia e descrizione

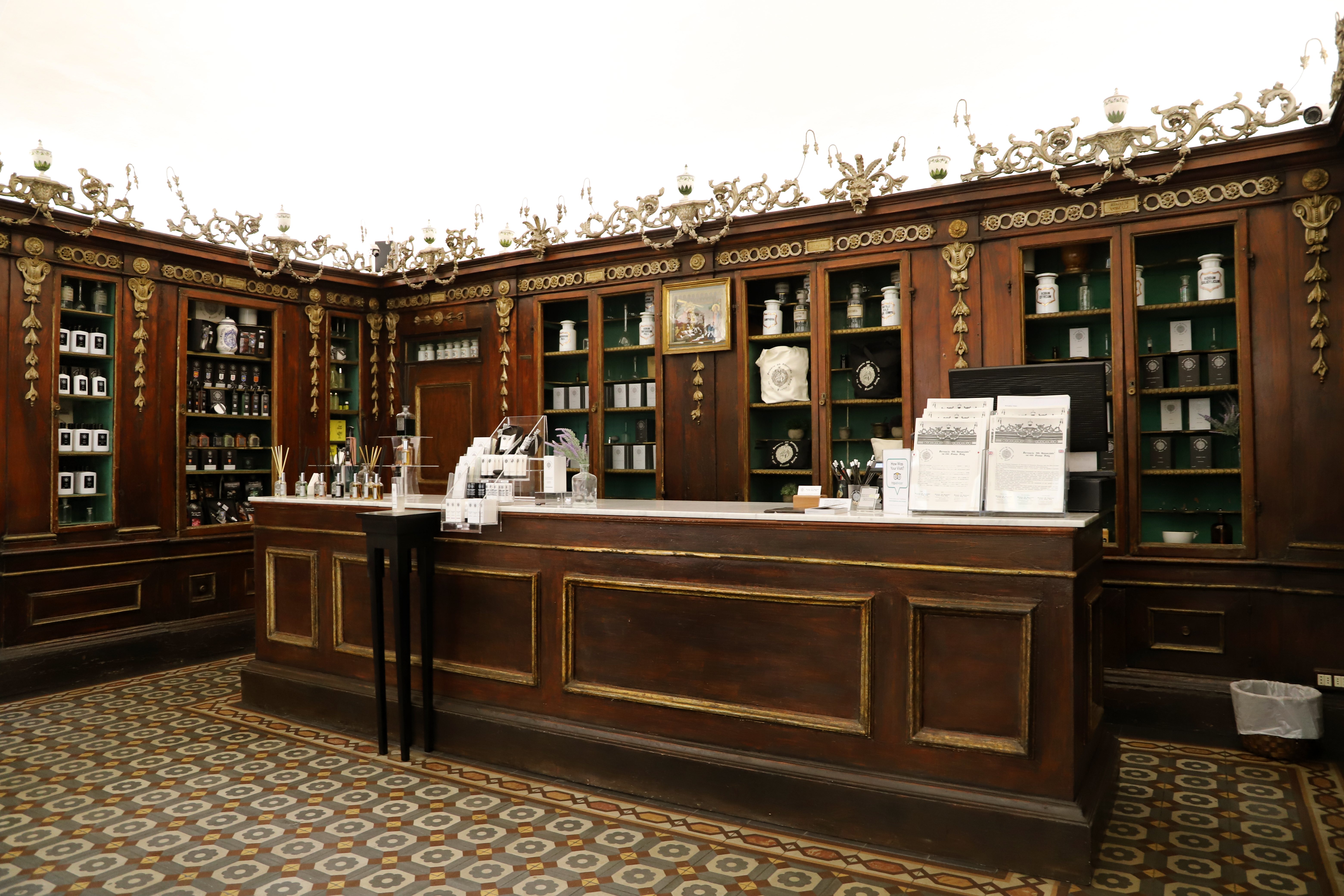
Gli arredi

Qui si trovava anticamente il tiratoio dell'Aquila, appartenuto all'Arte della Lana, che venne demolito all'inizio del Cinquecento, costruendovi poi una serie a schiera sul lato est della strada, più redditizi per la corporazione, che poi nei secoli vennero spesso rialzati dando origine a palazzi e palazzetti. Entro il 1560 la costruzione doveva essere completata. 
Nei locali al piano terra venne installata, fin dal 1561, la spezieria di Domenico di Vincenzo Brunetti. Più o meno un secolo dopo vennero realizzati gli arredi ancora esistenti nella sala di vendita, composti da tre grandi mobili espositori a parete, decorati nel Settecento da portavasi e volute nelle parti superiori.
Nel 1876 l'impresa cambiò nome, diventando "spezieria all’insegna della Santissima Annunziata": a quel periodo risale il tondo che si vede in facciata con incisa la scena dell'Annunciazione. Dal 1934 divenne "Farmacia della SS. Annunziata". Dal 1970 appartiene alla famiglia Azzerlini, che dal 1985 produce una propria linea cosmetica; dal 2008 la vendita strettamente farmaceutica si è spostata in un altro esercizio a nord di Firenze, mentre la sede storica è stata destinata esclusivamente alla cosmesi e alla profumeria.